# Khỉ lùn Tarsier Horsfield
Cephalopachus bancanus là một loài động vật có vú trong họ Tarsiidae, bộ Linh trưởng. Loài này được Horsfield mô tả năm 1821.

## Hình ảnh

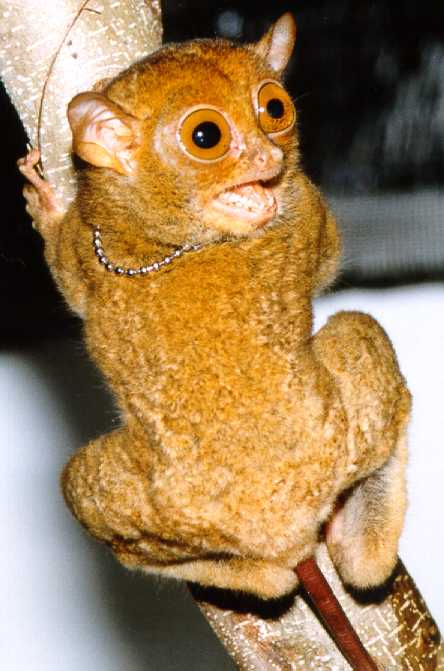